# Pétroglyphes de Belomorsk
Les pétroglyphes de Belomorsk (en russe : Беломорские петроглифы), ou pétroglyphes de l'Uikujoki (en finnois : Uikujoen kalliopiirrosalue), sont des gravures rupestres situées à proximité de Belomorsk, en république de Carélie, en Russie d'Europe.

## Situation
Les champs de pétroglyphes sont situés dans des iles du fleuve Vyg (en), à proximité de la centrale hydroélectrique de Vygostrov et à 6 km de la Mer Blanche.

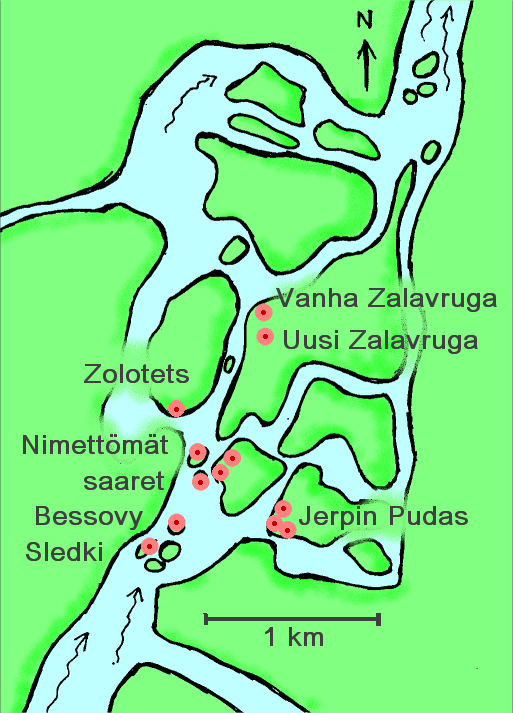
Carte des pétroglyphes du fleuve Uikujoki

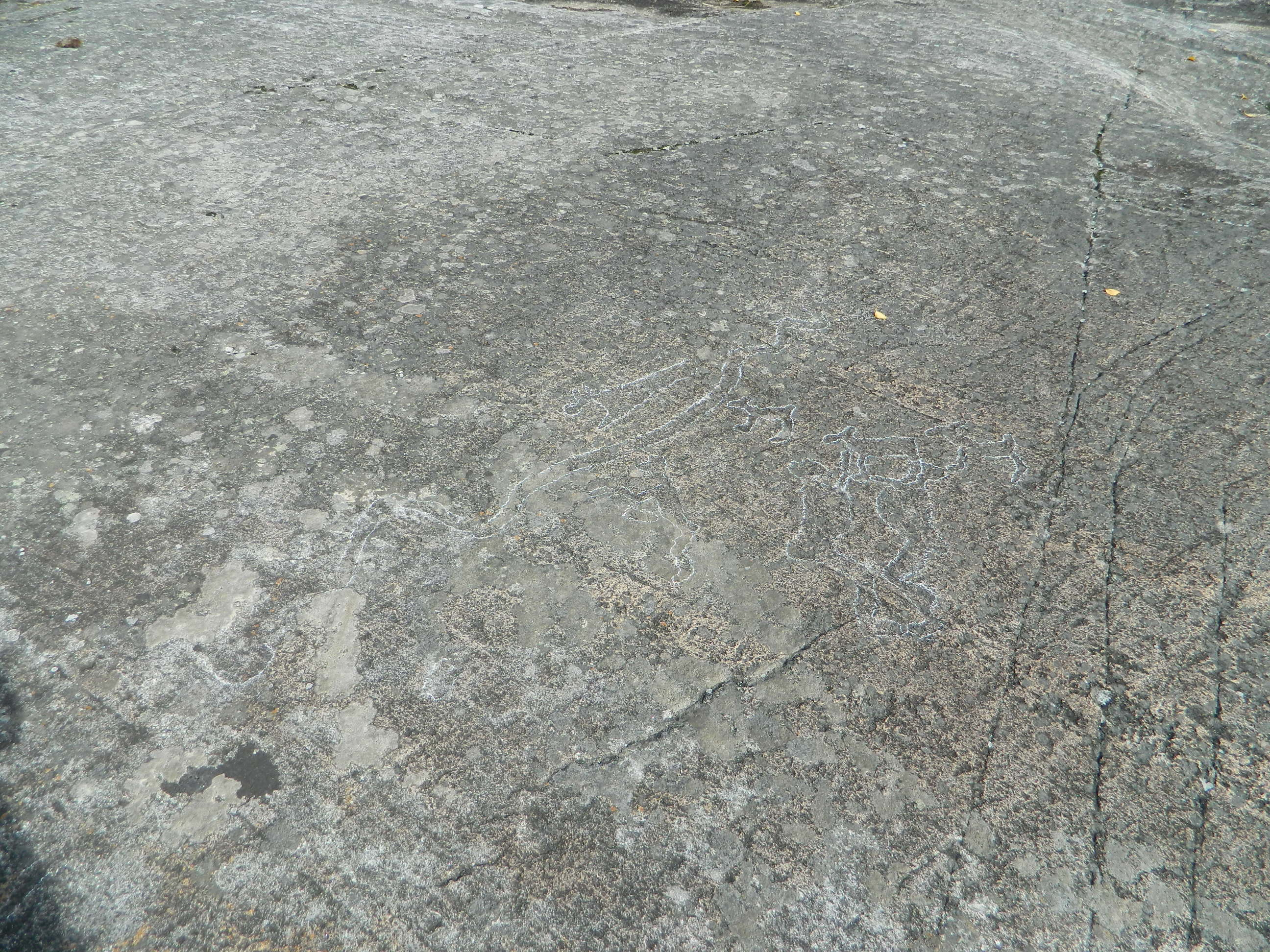
Pétroglyphes de Belomorsk

## Description
Environ 2 300 pétroglyphes se répartissent dans différents champs : Staraja Zalavruga (216 dessins), Novaja Zalavruga (1 176 dessins), iles (31 dessins), Jerpin Pudas (157 dessins), Besovy Sledki nord (470 dessins), Besovy Sledki sud (60 dessins) et Zolotets (19 dessins),.

## Datation
On ne dispose pas de méthode de datation directe des gravures rupestres, et les pétroglyphes de Belomorsk ont donc été datés par différents moyens indirects.
En 1938, en se basant sur le style des dessins, Vladislav Ravdonikas les estimait vieux de 4 000 ans.
En se basant sur le rebond post-glaciaire, on peut estimer l'ancienneté maximale de réalisation des dessins, qui correspondrait à l'émergence des rochers à l'issue de la dernière période glaciaire. De nombreux chercheurs jugent probables que les dessins ont été réalisés dès que les rochers ont été accessibles. C'est la méthode qui a été utilisée pour la plupart des gravures rupestres des pays nordiques.
Les pétroglyphes de Belomorsk sont à 14,5 - 21 mètres au-dessus du niveau actuel de la mer. Juri Savvatejev et son équipe ont daté les dessins de 2700 - 1300 av. J.-C. Les chercheurs A. M. Žulnikov et Nadežda Lobanova datent les dessins de 4000 - 3000 av. J.-C.,.
Les fouilles menées dans la région appuient partiellement ces estimations. Les trouvailles des fouilles de Besovy Sledkin donnent une datation de 4350 - 3090 av. J.-C. Les trouvailles des fouilles de Jerpin Pudas (19,5 à 21 mètres d'altitude) donnent une datation entre 5560 et 4180 av. J.-C..
Ces différentes estimations situent les pétroglyhes de Belomorsk au Néolithique ou au Mésolithique, sachant que ce dernier s'est poursuivi longtemps en Europe du Nord.

## Protection
Avec les pétroglyphes du lac Onéga, les pétroglyphes de la mer Blanche sont inscrits sur la liste du patrimoine mondial par l'UNESCO le 28 juillet 2021.

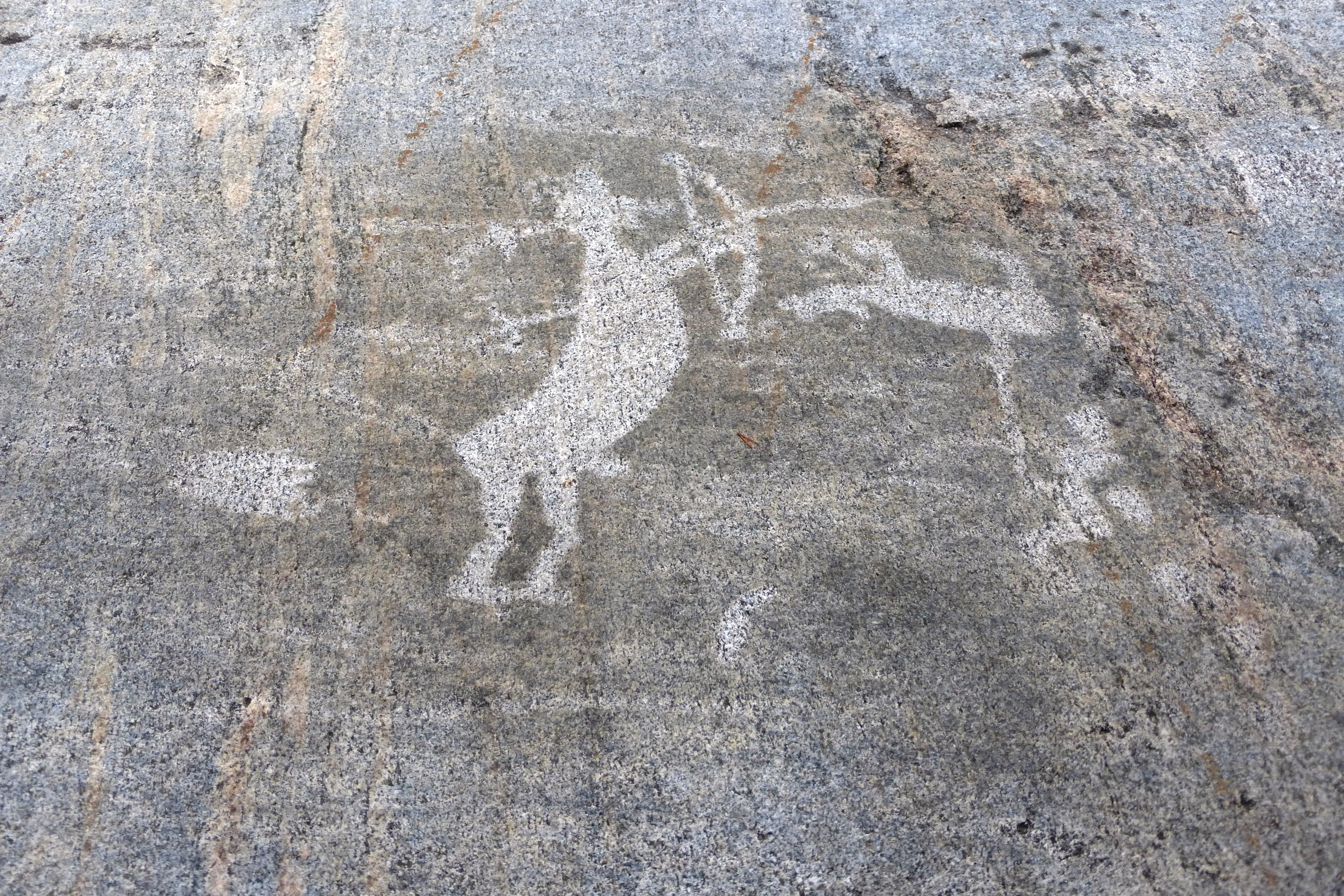
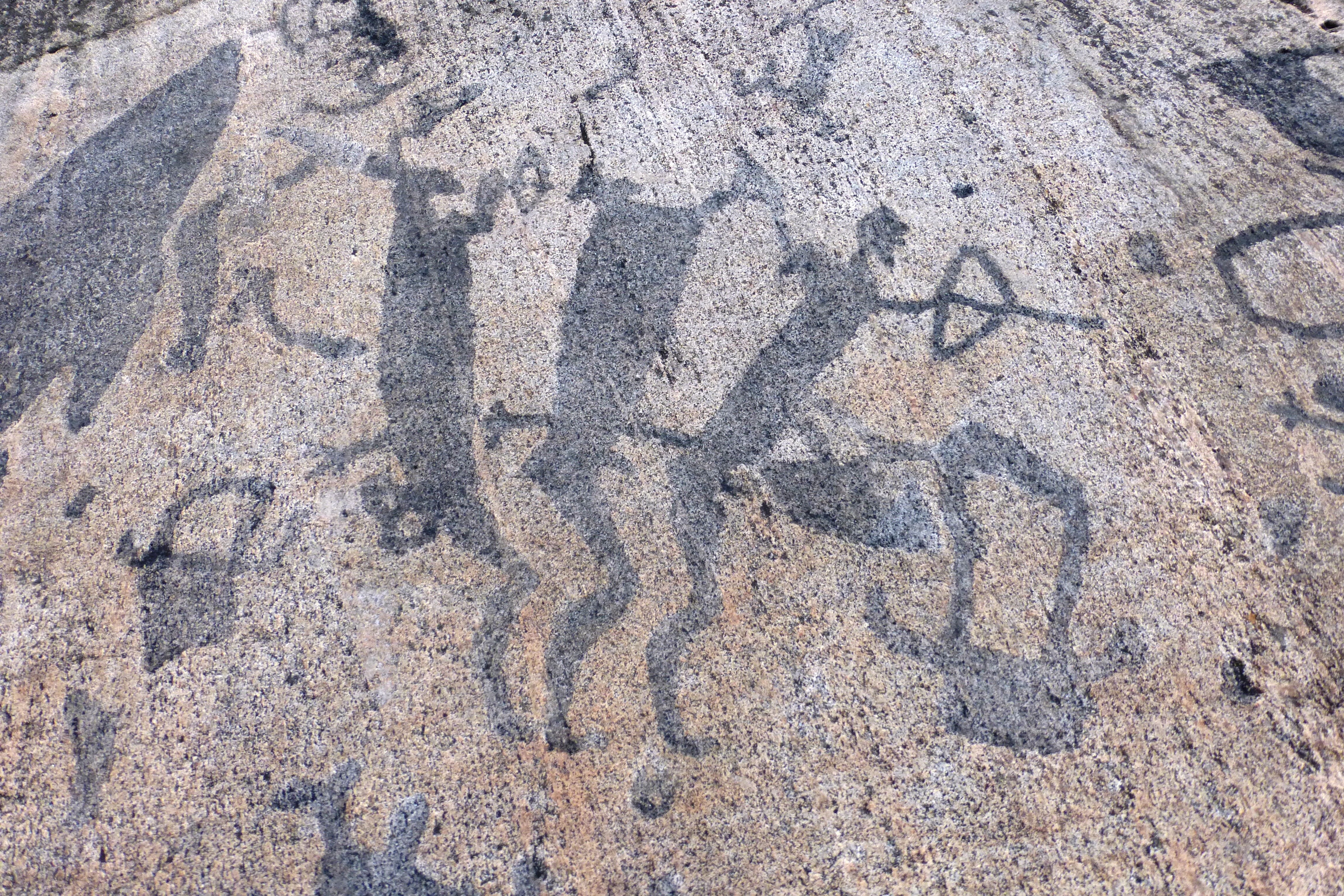
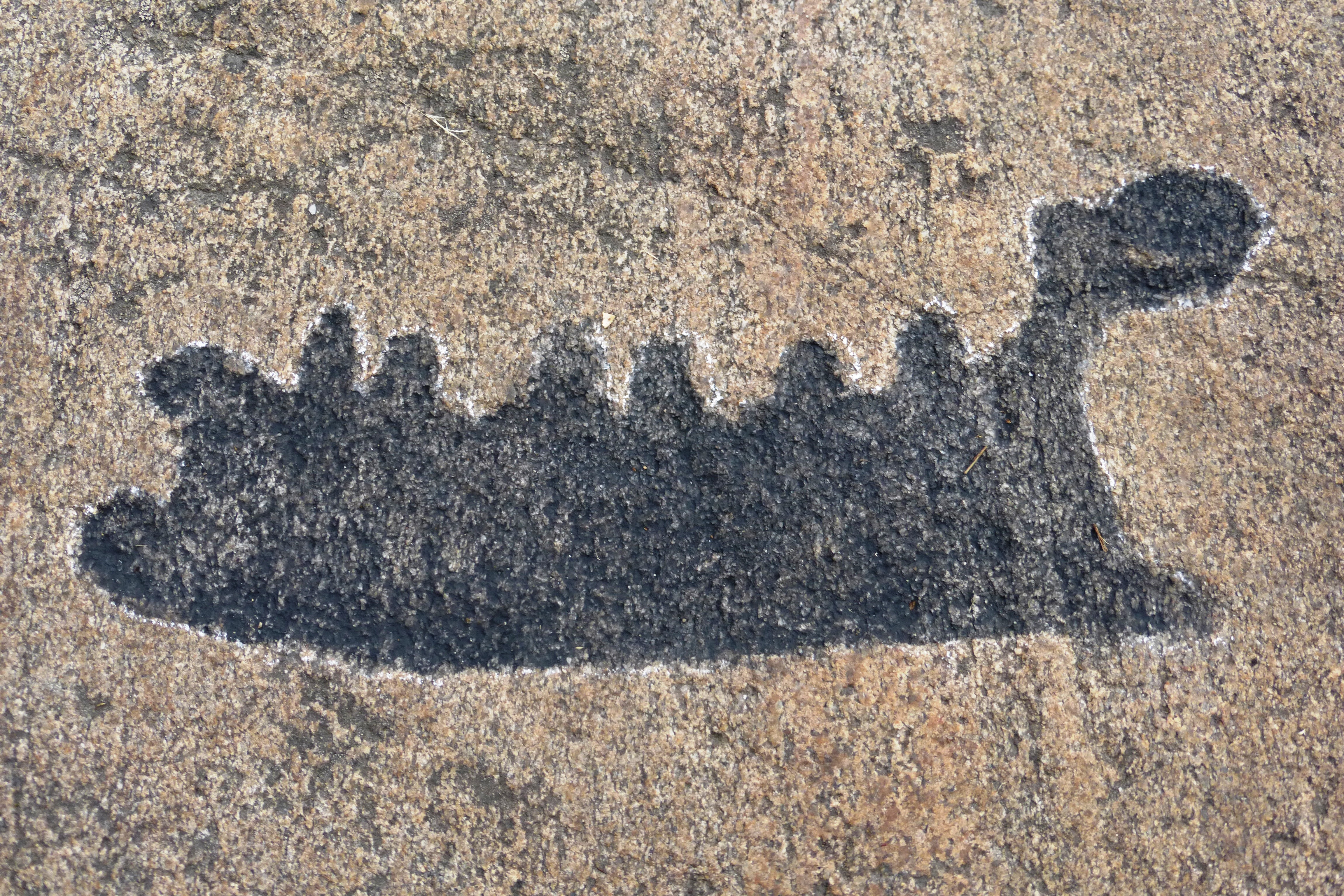
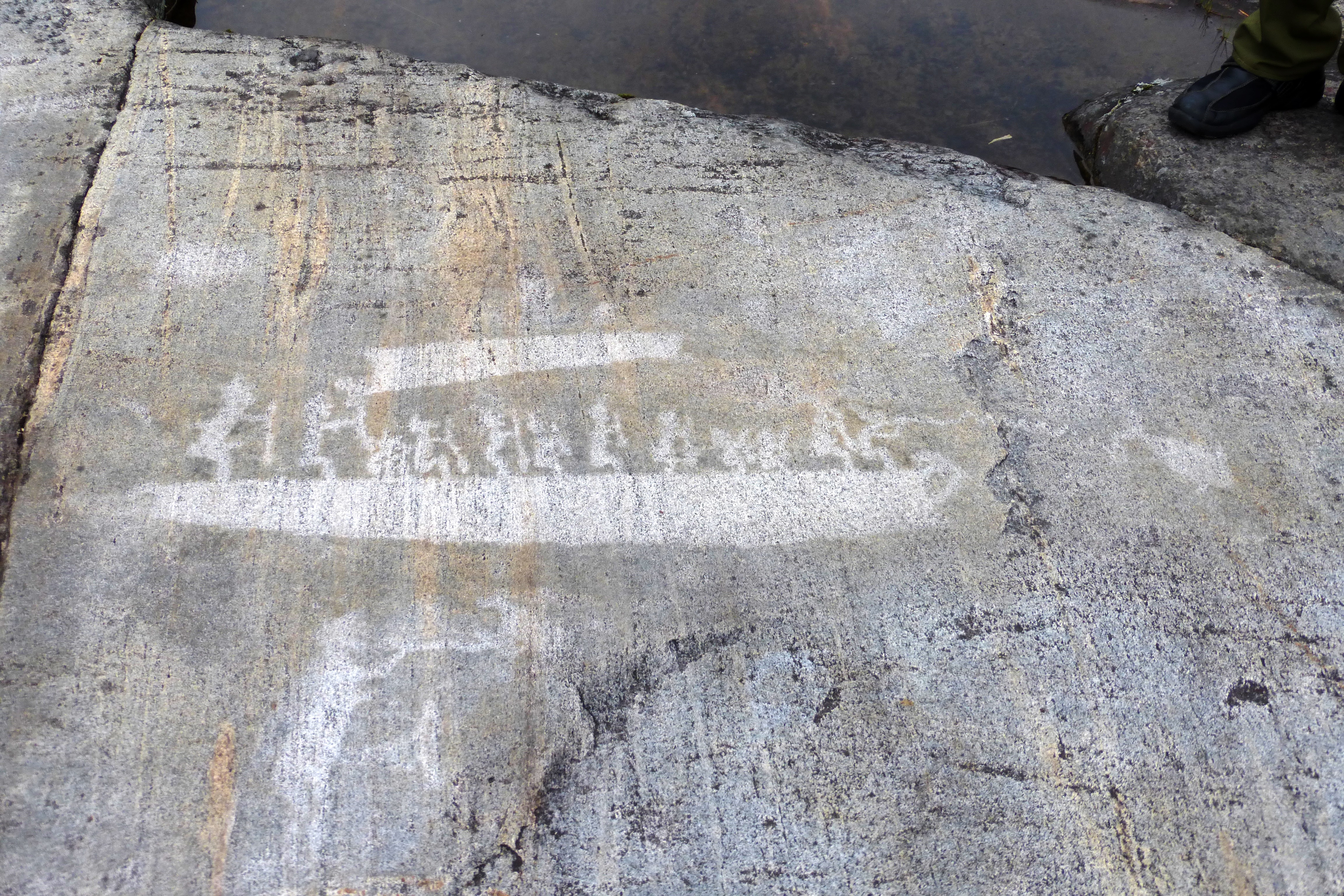